# Malé Hradisko
Malé Hradisko je obec v okrese Prostějov v Olomouckém kraji. Leží v západní části prostějovského okresu a rozkládá se na východním okraji Drahanské vrchoviny, na silnici vedoucí z Prostějova do Boskovic. Žije zde 387 obyvatel. Obec je situována v pahorkovitém a kopcovitém terénu, uprostřed smíšených lesů. Malé Hradisko je výchozím místem několika turistických tras.

## Historie
První písemná zmínka, vztahující se k osídlení katastru obce, je latinský záznam v olomouckých zemských deskách z roku 1358: „Bernard z Čech, syn pana Lučka, zaměnil majetky za majetky, totiž v Hradišti na horách svou čtvrtinu, dva lány v Ohrozimi a jeden menší dvorec, s panem Janem z Boskovic, za statky ve vsi Bačkov, držené právem alodním“. Od tohoto data až do počátku 20. století se vystřídalo v držení tohoto majetku přes 30 majitelů.
K roku 1408 je v zemských deskách zaznamenána podoba názvu Hradystko.
Majetek, jenž je v určitý čas v obci zmiňován:
- Rok 1481 – 2 mlýny.
- Rok 1630 a 1654 – tvrz, poplužní dvůr, mlýn, 2 pily.
- Rok 1673 – pivovar.
- Rok 1746 – kovárna, potašárna, palírna, octárna, hostinec.

Parcelací dvora započatou v roce 1785 vznikla osada Lerchenfeld (Skřivánkov nebo Křivánkov), pojmenovaná po obročním na Malém Hradisku Janu Nepomukovi Skřivánkovi. Brzy po svém vzniku užívala vlastní pečeť.
4. ledna 1888 v obci založen Sbor dobrovolných hasičů, v roce 1911 byla založena tělovýchovná jednota Sokol.

## Přírodní poměry
Západně těsně za obcí se dříve rozkládala přírodní památka Pod Panským lesem, ze které však kvůli nesprávné péči vymizely chráněné druhy. Mezi Malým Hradiskem, Lipovou a Bukovou se rozkládá přírodní rezervace Bučina u Suché louky, jenž však katastrálně náleží do poslední zmiňované obce.
Severně od obce údolím protéká říčka Zábrana, které se na jejím konci otáčí a z východního směru se vydává na sever. Tam se stéká s Oklukou a do katastru obce se vracejí ve stejnojmenné osadě, kterou protéká a zásobuje vodou tamější rybník.

## Obyvatelstvo

### Struktura
Vývoj počtu obyvatel za celou obec i za jeho jednotlivé části uvádí tabulka níže, ve které se zobrazuje i příslušnost jednotlivých částí k obci či následné odtržení.
| Místní části   | Místní části       | 1869 | 1880 | 1890  | 1900  | 1910  | 1921 | 1930 | 1950 | 1961 | 1970 | 1980 | 1991 | 2001 | 2011 |     |
| -------------- | ------------------ | ---- | ---- | ----- | ----- | ----- | ---- | ---- | ---- | ---- | ---- | ---- | ---- | ---- | ---- | --- |
| Počet obyvatel | část Malé Hradisko | 954  | 988  | 1 005 | 1 103 | 1 012 | 957  | 891  | 724  | 762  | 668  | 567  | 460  | 414  | 369  | 367 |
| Počet domů     | část Malé Hradisko | 128  | 142  | 146   | 152   | 156   | 160  | 172  | 205  | 200  | 185  | 171  | 208  | 216  | 215  | 220 |

## Obecní správa

### Části obce
- Malé Hradisko
- Okluky

### Obecní symboly
Znak a vlajka byly obci uděleny rozhodnutím předsedy Poslanecké sněmovny Parlamentu České republiky dne 9. dubna 2002.

## Pamětihodnosti
- Barokní socha svatého Jana Nepomuckého na rozhraní mezi Malým Hradiskem a Skřivánkovem (kopie, originál uložen v depozitáři obce)
- Keltské oppidum Staré Hradisko, archeologické naleziště
- Větrný mlýn v Brance
- pozůstatky „Čertova hrádku“ nad hájovnou v Oklukách (písemné zmínky jsou z roku 1512 a 1519)
- kaple z roku 1845, zasvěcená Panně Marii
- zvonice ve Skřivánkově se zvonem z roku 1776
- kaplička v osadě Okluky se zvonem z roku 1757, který zhotovil Melchior Schwan v Olomouci
- „dřevěnice“ s šindelovou střechou (č. p. 30)

## Zajímavosti
- V obci funguje samoobslužná pivní budka. Provoz v letní sezóně (zhruba duben až říjen). Na čepu je pivo a limo. Platby v hotovosti do kasičky, nebo QR kódem.

## Rodáci
- Karel Sommer (1929–2015), historik

## Galerie

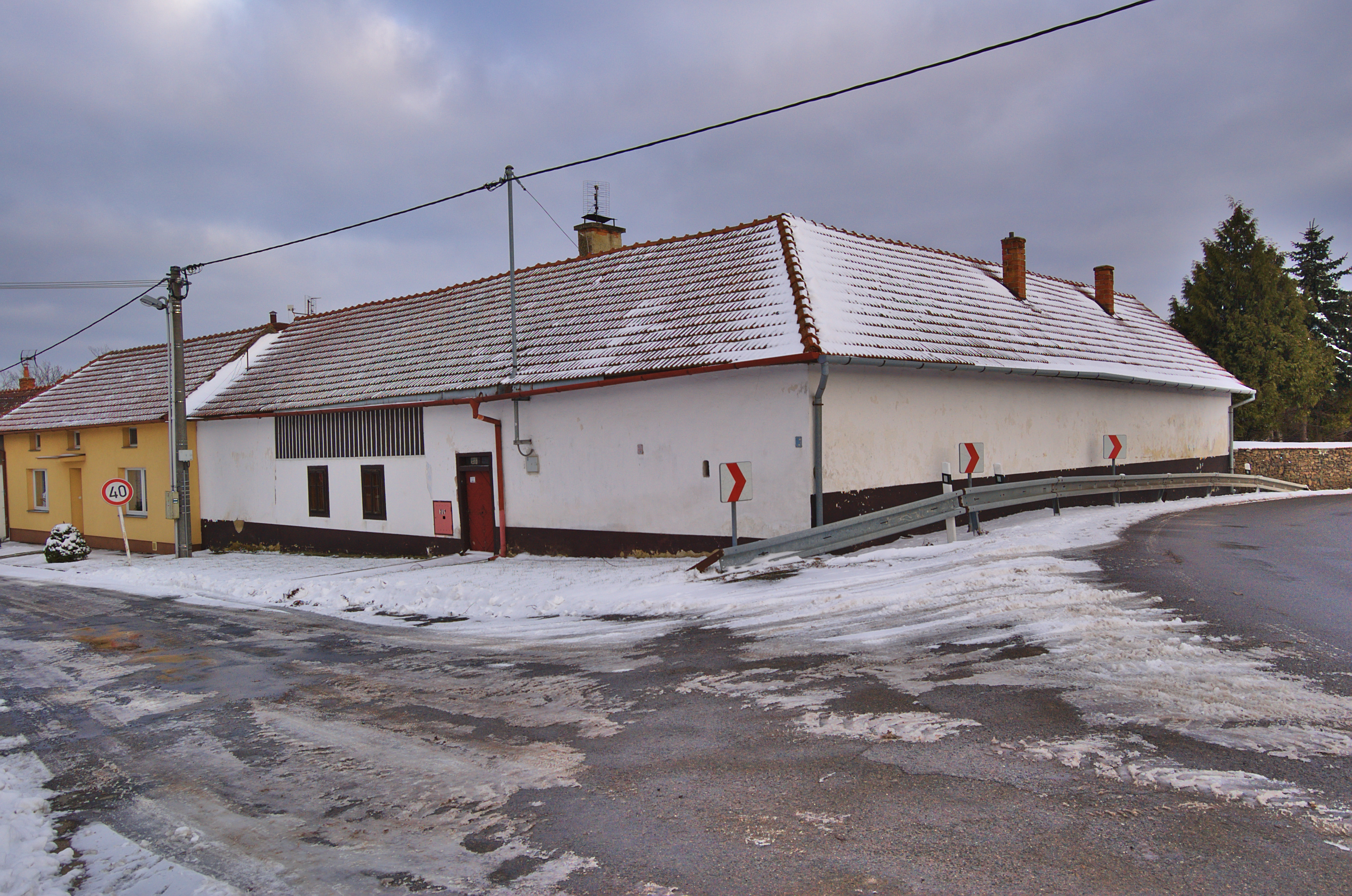
Venkovský dům čp. 28
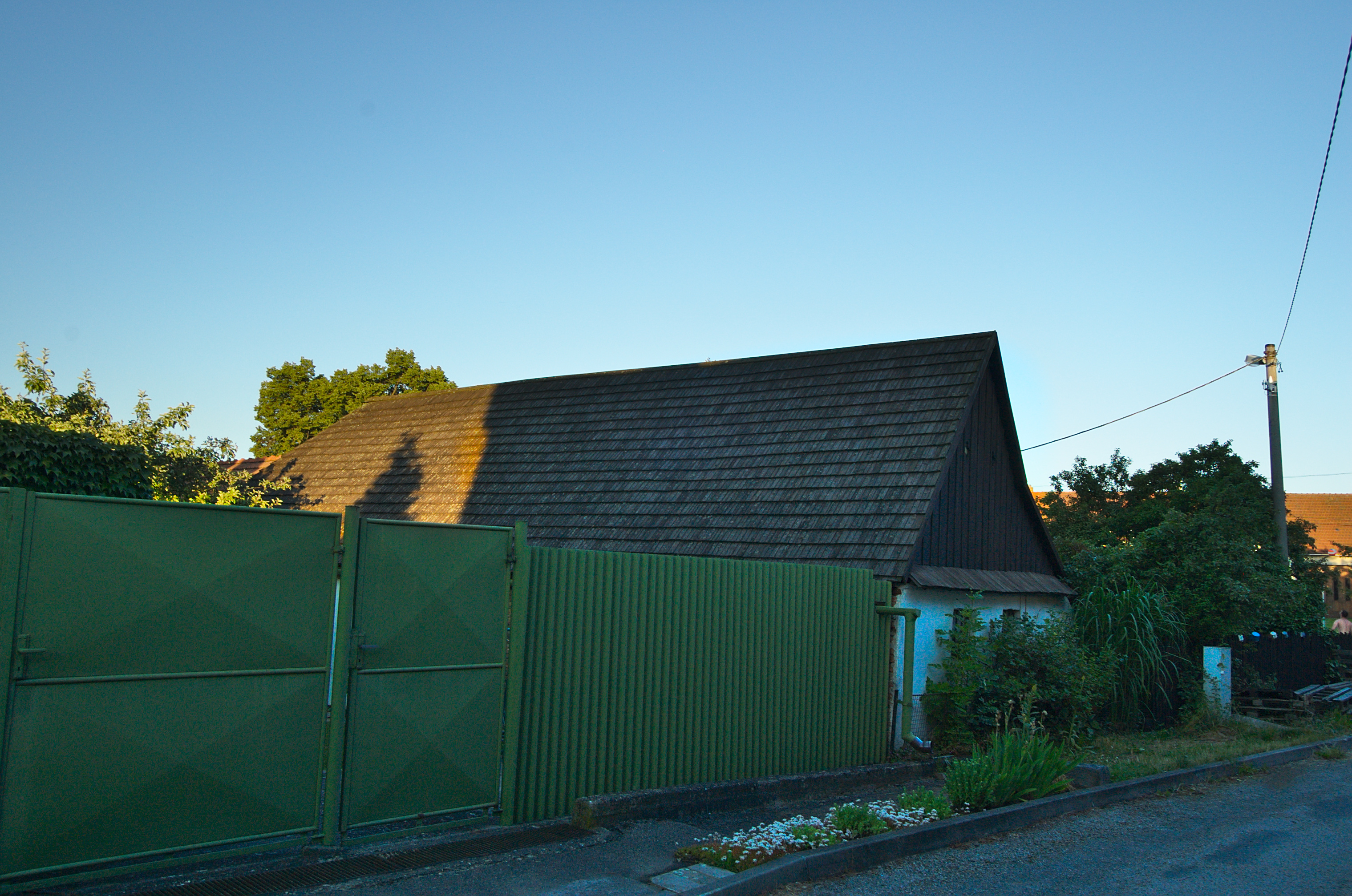
Venkovský dům čp. 30
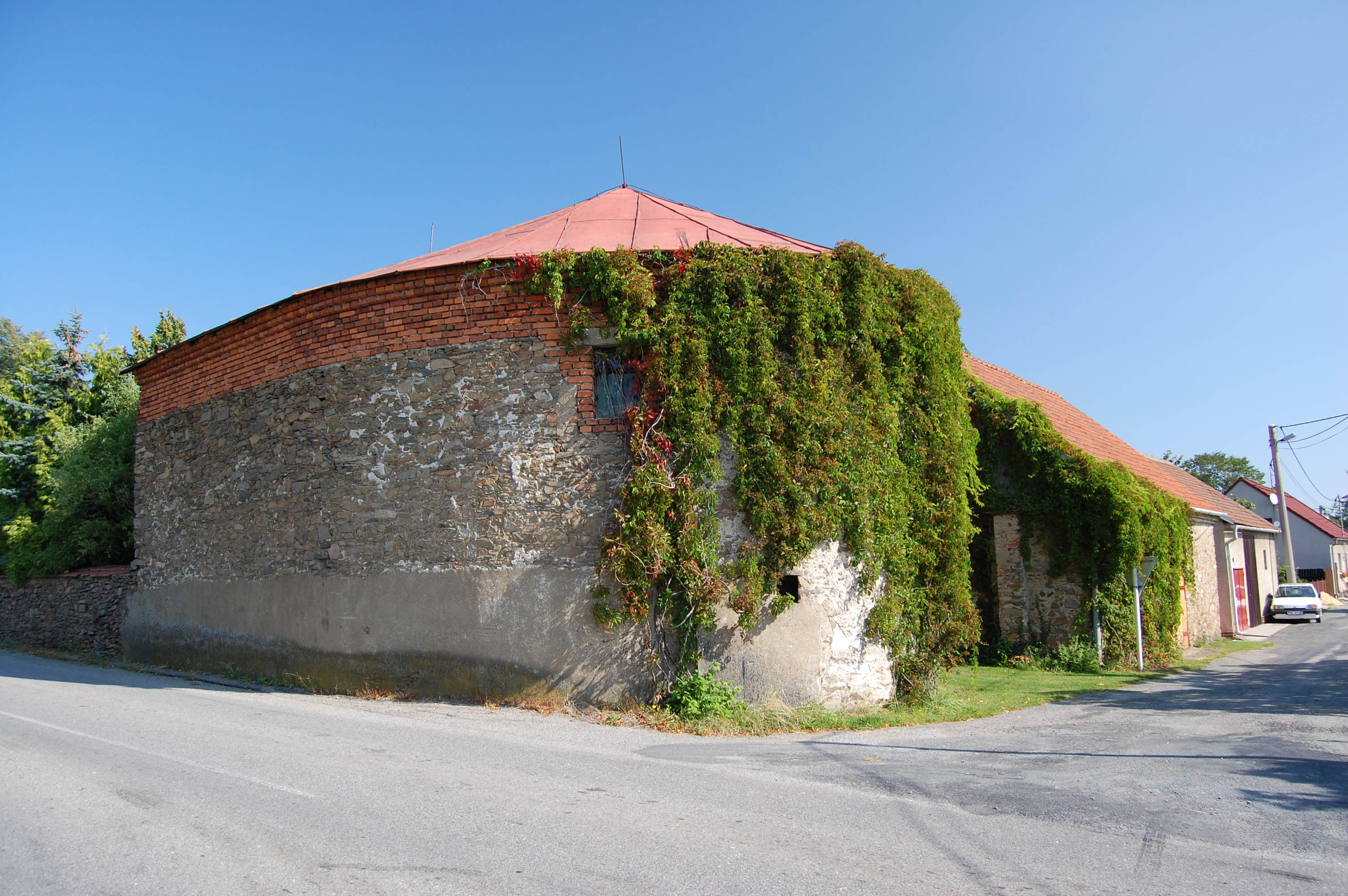
Bývalý větrný mlýn
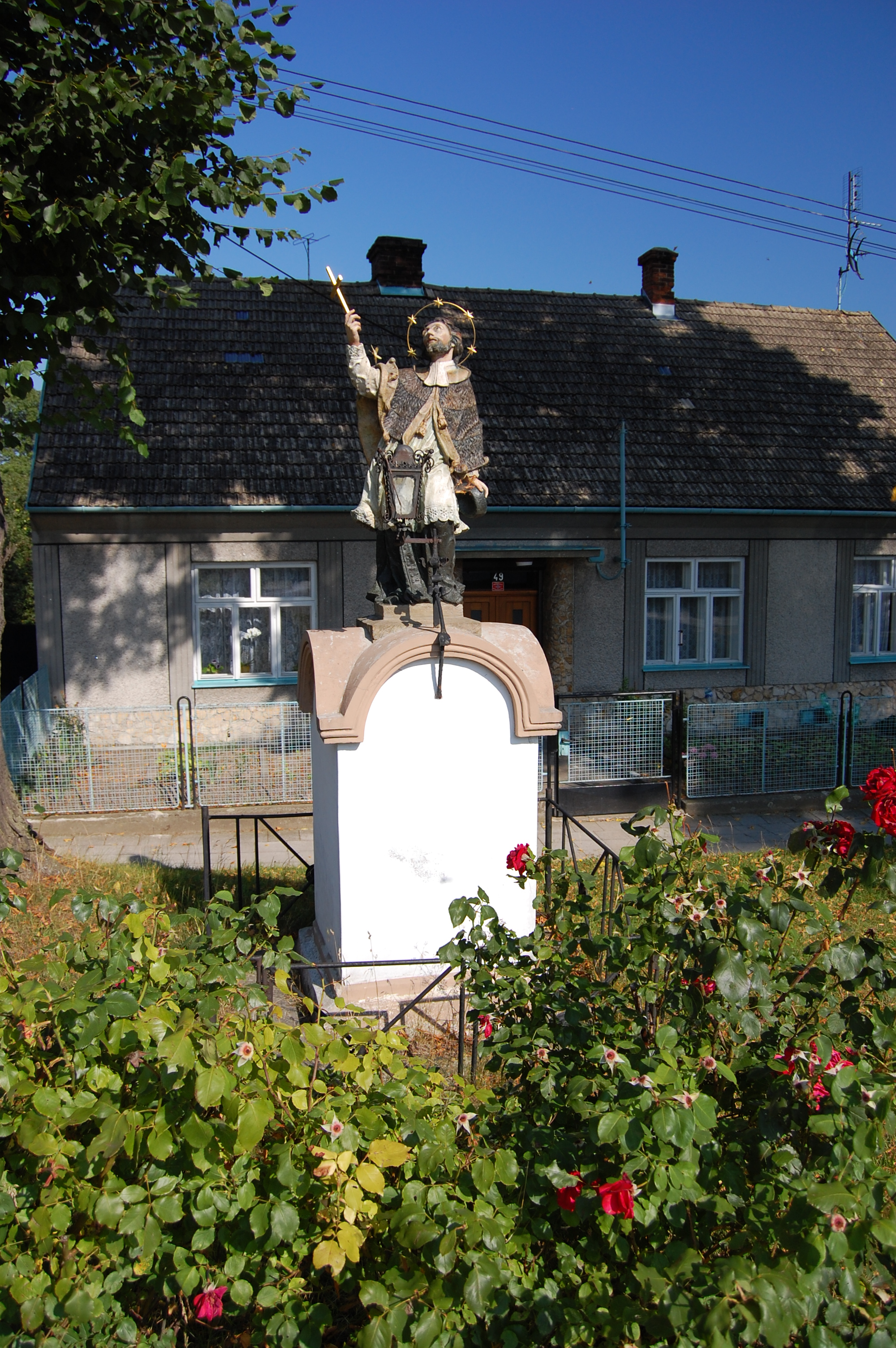
Socha Svatého Jana Nepomuckého
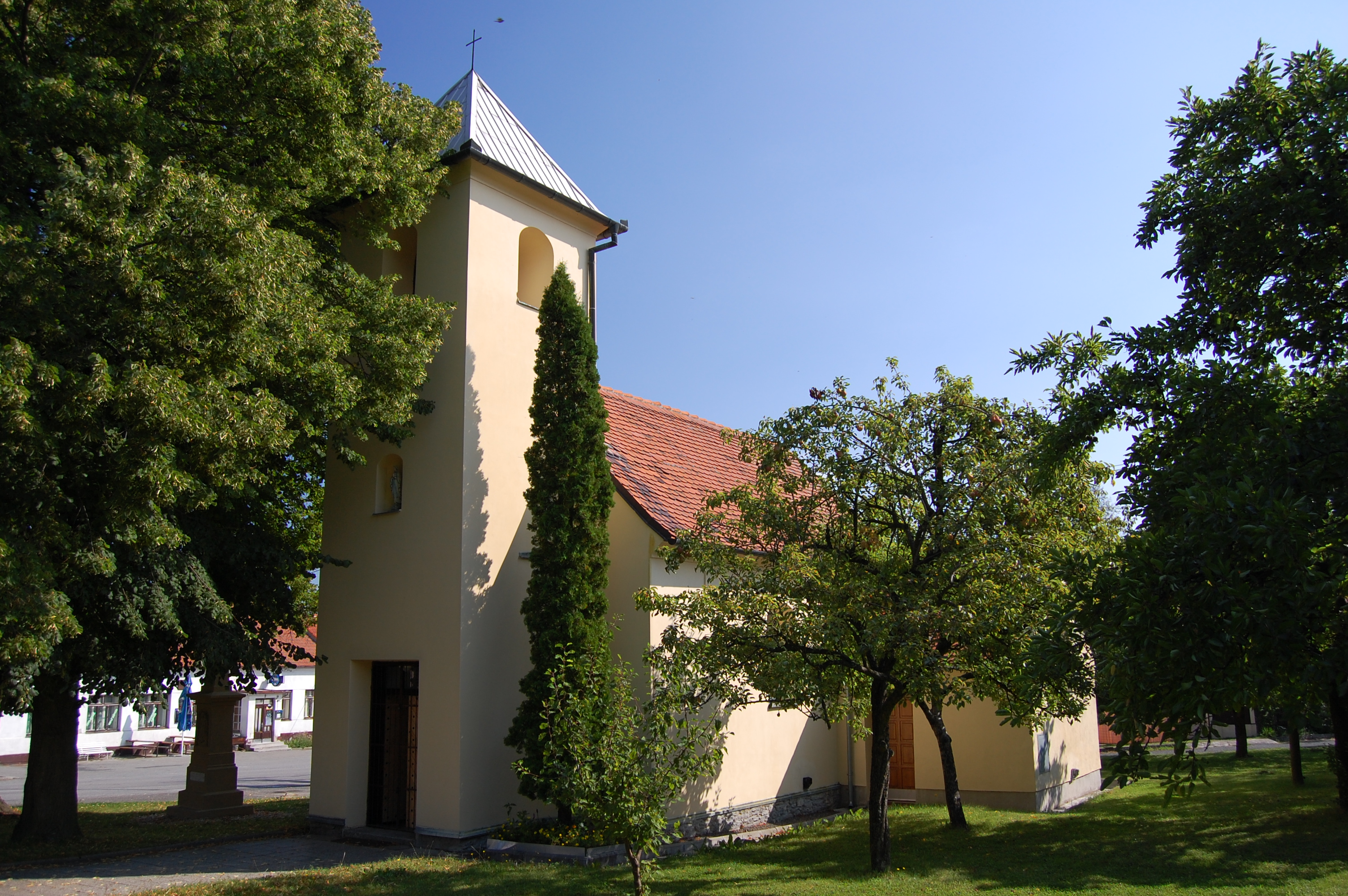
Kaple
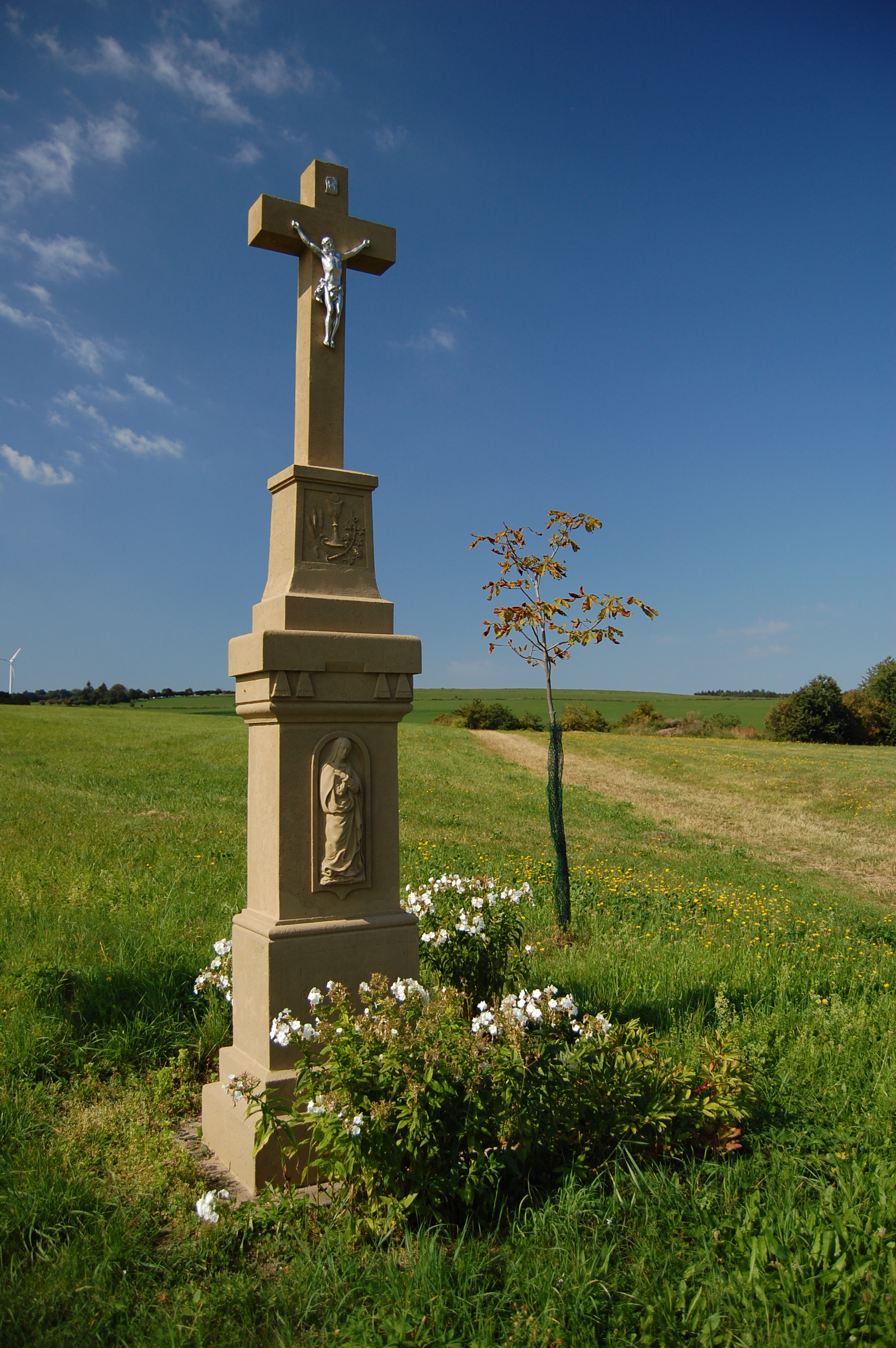
Kříž nad obcí u silnice směrem na Protivanov
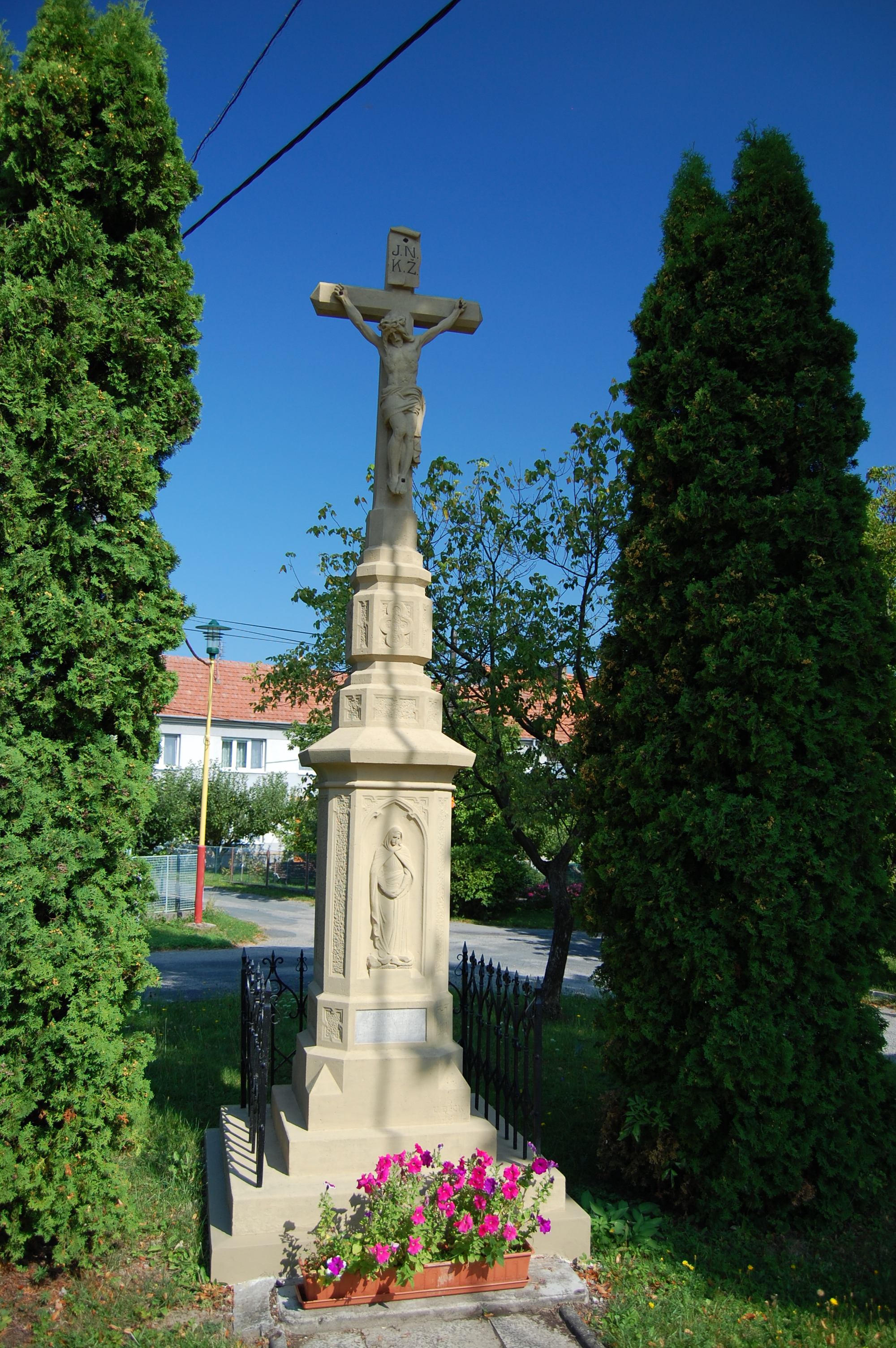
Kříž v horní části obce
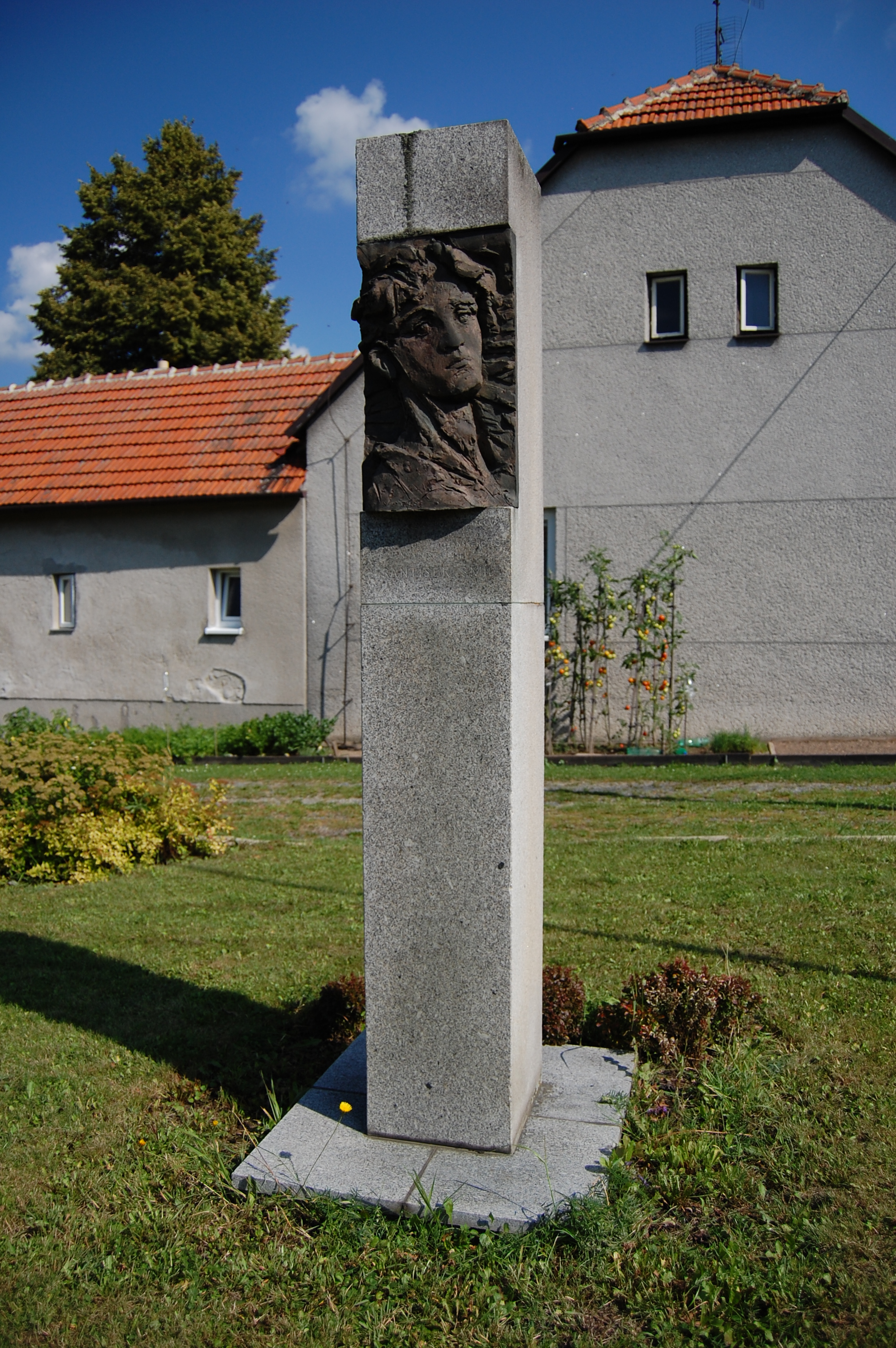
Památník Františku Šmídovi
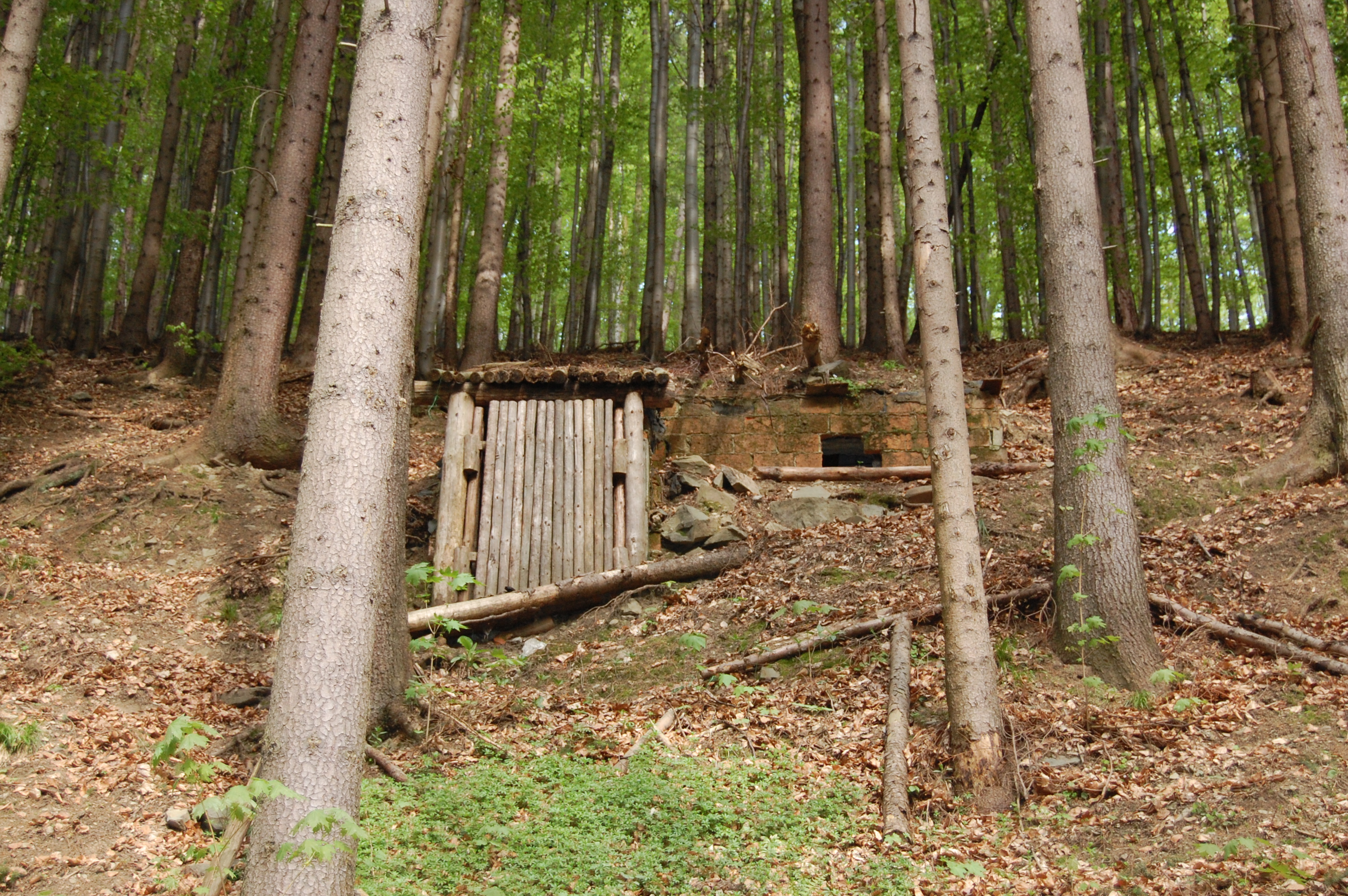
Partyzánský bunkr mezi obcemi Lipová a Malé Hradisko
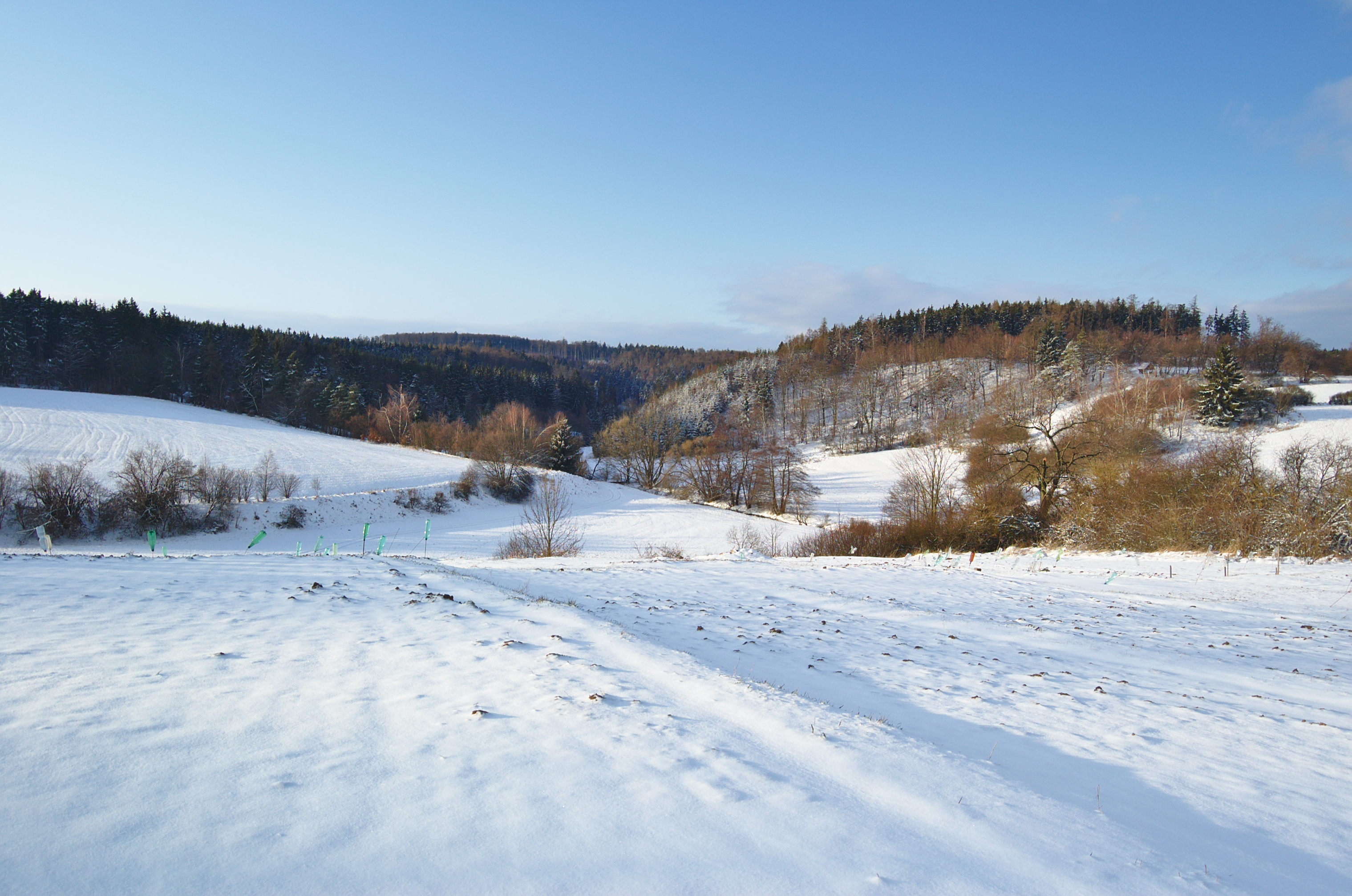
Pohled na údolí říčky Zábrany